# Martin W. Bates

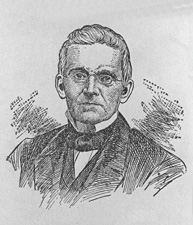
Martin W. Bates

Martin Waltham Bates, född 24 februari 1786 i Salisbury, Connecticut, död 1 januari 1869 i Dover, Delaware, var en amerikansk politiker. Han representerade delstaten Delaware i USA:s senat 1857-1859.
Bates studerade medicin och juridik. Han inledde 1822 sin karriär som advokat i Dover. Han var först med i Federalistiska partiet och bytte senare parti till demokraterna.
Bates var delegat till Delawares konstitutionskonvent år 1852. Han efterträdde 1857 Joseph P. Comegys som senator för Delaware. Han efterträddes 1859 av Willard Saulsbury. Efter sin tid i senaten återvände Bates till arbetet som advokat.